# Anisakis typica
Anisakis typica é uma espécie de nematoide do gênero anisakis, que vive em peixes marinhos como michole-quati (Pinguipes brasilianus Cuvier), dourado-cachorro (peixes de importância comercial) e galo de fundo. Peixes contendo larvas desse verme foram coletados no litoral do estado do Rio de Janeiro.